# Bjurshulta göl
Bjurshulta göl är en sjö i Sävsjö kommun i Småland och ingår i Lagans huvudavrinningsområde. Sjön är 5,6 meter djup, har en yta på 0,013 kvadratkilometer och är belägen 298 meter över havet.